# Tony Poncet
Tony Poncet (Antonio Ponce, 1918 - 1979) fue un tenor hispano-francés, uno de los pocos solistas heroicos de su generación. 

## Biografía y trayectoria artística
Nacido en María, pequeño pueblo del norte de la provincia de Almería (Andalucía, España), su familia emigra a Francia y se instala en Bañeras de Bigorre en 1922. 
Comienza a cantar como aficionado en un coro llamado «Les Chanteurs Montagnards d'Alfred Roland» en 1933, a los 15 años. Accede al Conservatorio de París en 1947, donde estudiará junto a Fernand Francell y Louise Vullermos. Debuta en concierto en Lyon en 1953, para cantar más adelante en Aviñón, en los papeles de Turridu, de Cavalleria Rusticana y de Canio, de Pagliacci. En 1954, gana el primer premio de un concurso de tenores en Cannes, y marcha a Estados Unidos, México y Canadá. 
A su vuelta, saborea sus primeros grandes éxitos en Bélgica, especialmente en Gante, Lieja y Bruselas. Debuta en la  Opéra-Comique y en el Palais Garnier de París en 1957, donde triunfa en papeles de tenor heroico (heldentenor), como Arnold en Guillermo Tell, que representará en casi 90 ocasiones, Eleazar en  La Judía de Halévy, Raoul en Los Hugonotes, Fernand en La Favorita, Vasco de Gama en La Africana de Meyerbeer, Don José en Carmen o Jean en Herodías de Massenet. Canta asimismo el repertorio italiano: Il Trovatore, Aida, Tosca, Cavalleria Rusticana, y, sobre todo el papel de Canio en Pagliacci, que representará en casi 200 ocasiones, incluida en la primera cadena de televisión francesa. 
Trabajó también en la pequeña pantalla, concretamente en la versión de Angélique, de Jacques Ibert, y en el cine, en La pendule à Salomon, de Vicky Ivernel, en 1960. 
Actuó en numerosísimos conciertos y recitales. Sus éxitos lo llevaron a actuar en varios países, especialmente en Estados Unidos, donde fue invitado a cantar Los Hugonotes en el Carnegie Hall en 1969, junto a Beverly Sills.
En 1971, su precaria salud comienza a obligarle a abandonar progresivamente los escenarios. Su última aparición tuvo lugar en Toulouse en 1974. No obstante, el tenor seguirá actuando puntualmente en directo hasta el final de su vida. En dichos espectáculos solía enriquecer su repertorio con arias nunca cantadas por él anteriormente, como, por ejemplo, la de La fuerza del destino de Verdi; de ellos quedan algunas grabaciones en directo. Además, volverá a la televisión para participa en la producción De Béthune au chat noir, de 1974.
Fue nombrado Caballero de la Legión de Honor francesa de las Artes y las Letras.

## Reconocimientos
Es reputada su heroica actitud durante la Segunda Guerra Mundial, por la que recibió diversas medallas, entre ellas la Cruz de Guerra y la Medalla Presidencial de la Libertad, en Estados Unidos. 
Una placa y un paseo ribereño conmemoran la estancia del tenor en Bañeras de Bigorre, donde pasó su adolescencia. En 2009, con ocasión del trigésimo aniversario de su muerte, se organizó una exposición en Vauvert y se editó una biografía titulada Tony Poncet, Tenor de l'Opéra: une Voix un Destin. Por fin, en cada aniversario se organiza en Saint-Aigulin, pueblo de Poitou-Charentes donde reposan sus restos, una evocación a partir de documentos audiovisuales.
Uno de los personajes de la novela Sang Soupçons, de Thierry Pigeon-Guimberteau, parece estar inspirado rasgo por rasgo al tenor.
Maria Callas lo admiraba especialmente y dijo de él que era un «bello diablo».

## Discografía
- Selecciones de Aïda, Fausto, Carmen, Guillermo Tell, Paillasse,Rigoletto, Los cuentos de Hoffmann, La Judía, La Africane, Le Trouvère, Un bal masqué, Le Pays du sourire.
- Recitales : Airs d'opéras Français, Airs d'Opéras italiens, Tony Poncet chante Puccini, Mélodies françaises, italiennes et espagnoles, De l'Opérette à l'Opéra, Chants de Noël, Chants militaires (la France en marche).
- Ediciones de grabaciones en directo: La Judía (Gante, 1965), Los Hugonotes (Carnegie Hall, Nueva York, 1969).